# Nicolaus Vos de Wael
Nicolaus Xaverius Theodorus Maria Vos de Wael (Raalte, De Hofstede, 6 maart 1865 – Nijmegen, 7 januari 1946) was een Nederlandse burgemeester.

## Familie
Vos de Wael, lid van de familie Vos de Wael, was een zoon van mr. Gerhardus Antonius Vos de Wael (1819-1881), burgemeester van Raalte, en Carolina Maria Clara Paulina von Beesten (1830-1912). Hij trouwde met jkvr. Adrienne Caroline Marie van Nispen (1869-1905) en Amelie Maria Josephine Hustinx (1878-1942). Uit het eerste huwelijk onder anderen zoon Gerardus Antonius Leonardus Maria Vos de Wael, burgemeester van Uithoorn.

## Loopbaan
Vos de Wael werd in februari 1893 op 27-jarige leeftijd benoemd tot burgemeester van Oldenzaal en was daarmee de jongste burgemeester van de provincie Overijssel. In 1912 schonk hij een doopvont aan de Antonius van Paduakerk. Bij zijn 35-jarig ambtsjubileum in 1928 werd de Ganzenmarkt in Oldenzaal omgedoopt tot Burgemeester Vos de Waelplein. Tegenwoordig heet het plein echter weer Ganzenmarkt.
Hij was de oudste burgemeester van Overijssel voor hij per 1 februari 1935, op eigen verzoek, ontslagen werd. Hij werd bij zijn afscheid benoemd tot ereburger van Oldenzaal.
Vos de Wael overleed in 1946, op 80-jarige leeftijd.

## Onderscheidingen
- Officier in de Orde van Oranje-Nassau (1921)